# Федеральний департамент оборони, захисту населення і спорту Швейцарії
Федеральний департамент оборони, захисту населення і спорту — один з семи департаментів уряду Швейцарії, який входить до складу Федеральної адміністрації Швейцарії. Департамент завжди очолює один з членів Федеральної ради Швейцарії, яка виконує роль колективного голови держави. З 2025 року департамент очолює Мартін Пфістер.
До складу Департаменту входять Збройні сили Швейцарії. Швейцарські військові активно працюють навіть в мирний час. Наприклад, вони ідентифікують невідомі літаки, допомагають цивільним в подоланні наслідків негод, реагують на загрози в кіберпросторі тощо. Також вони просувають мир на міжнародних форумах. Федеральний офіс захисту населення допомагає захищати населення від катастроф. До складу департаменту також входить цивільна розвідувальна служба — Федеральна служба розвідки..

## Колишні назви
- 1848—1979: Військовий департамент
- 1979—1998: Федеральний військовий департамент

## Організаційна структура
Департамент поділений на такі відділи:
- Генеральний секретаріат — допомагає голові департаменту у виконанні його зобов'язань, скеровує діяльність всього департаменту, слідкує за дотриманням стратегії діяльності департаменту, складає внутрішні політики та інструкції, координує та наглядає за використанням бюджету.
- Збройні сили Швейцарії
  - Сухопутні війська
  - Військово-повітряні сили
  - Логістична організація Збройних сил
  - Командування Збройними силами
- Федеральний офіс захисту населення — у випадку катастроф чи інших надзвичайних ситуацій цей офіс забезпечує кооперацію п'яти партнерських організацій: поліції, пожежних служб, служб охорони здоров'я, служби технічних операцій та служб громадського захисту. Відповідальність за захист населення лежить, в першу чергу, на кантонах. Офіс відповідальний за загальне планування та координацію захисту в сферах раннього оповіщення і попередження, тренування персоналу та захисної інфраструктури.
  - Координаційний центр служб захисту населення кантонів і муніципалітетів
  - Національний центр операцій при надзвичайних ситуаціях
  - Лабораторія «Шпіц» (займається дослідженням та захистом від зброї масового ураження)
- Федеральний офіс спорту — пропагує спорт та фізичну активність для всіх. Також офіс втілює в життя найважливішу програму промоції спорту «Youth+Sport».[3]
- Федеральний офіс оборонних закупівель — його обов'язком є забезпечення Збройних сил та інших організацій системами, наземними транспортними засобами, літальними апаратами і будівлями, яких вони потребують. Під його управлінням знаходяться близько 7500 об'єктів та 24 000 гектарів землі, що належать департаменту. Офіс є відповідальним за зброю, обладнання та нерухомість протягом всього їхнього життєвого циклу, а також за їх ліквідацію після списання.
- Федеральний офіс топографії («Swisstopo») — збирає географічну інформацію у формі мап, зображень чи даних, про те що знаходиться над чи під поверхнею Землі.
- Офіс Генерального військового прокурора — його обов'язком є переконатися, що посадовці військової кримінальної юстиції можуть виконувати свої завдання не залежачи від командування Збройних сил. Він ініціює та моніторить кримінальні провадження в системі військового правосуддя, а також виконує інші процедурні обов'язки, призначені законодавством.
- Федеральна служба розвідки — ця організація бореться із тероризмом, насильницьким екстремізмом, шпигунством, розповсюдженням зброї масового ураження, кібератаками на об'єкти масової інфраструктури.

## Голови департаменту (в XXI сторіччі)
- Адольф Огі (1996—2000)
- Самуель Шмід (2005—2008)
- Улі Маурер (2009—2015)
- Гі Пармелен (2016—2018)
- Віола Амгерд (2019—2025)
- Мартін Пфістер (з 2025)